# Соль (денежная единица)

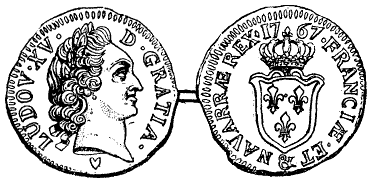
Медный соль Людовика XV, 1767 год

Соль (фр. sol от лат. solidus — прочный, массивный) — французская средневековая монета. Название произошло от названия денежно-счётной единицы солид = 1/20 фунта (ливра) = 12 денье (денариев).

## Французский соль
Как серебряная монета впервые выпущена в 1266 году — это был французский турский грош (gros tournois), подражание итальянскому «гроссо». Монету чеканили из высокопробного серебра весом 4,22 г.
Позже французский грош получил собственную историю, а соль оставался денежно-счётной единицей.
При Карле IX (1561—1575) монета, содержащая 15 денье, стала называться соль парижский (sol parisis), в то время как дузен (фр. douzen — двенадцать) в 12 денье назывался соль турский (sol tournois). Первый парижский соль был выпущен при Карле IX — она весила 1,63 г. Чеканили также монету двойной соль. Из-за уменьшения содержания серебра стала биллонной, а к середине XVIII в. — медной.
Позже вес и проба серебра в соле постепенно снижались. При Генрихе III (1574-89) соль стали чеканить из биллона (серебра 319-й пробы). Монета соль весила 2,35 г, двойной соль — 4,7 г.

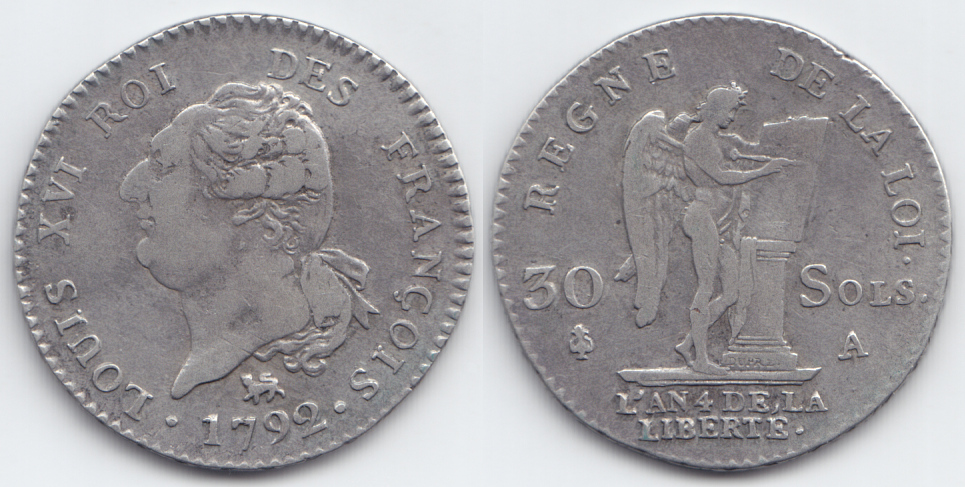
Монета в 30 солей Людовика XVI, 1792 год. В отличие от экю, эти монеты чеканились из серебра более низкой 666 пробы.

В середине XVII века во Франции была введена стройная система: основной золотой монетой стал луидор, серебряной — экю.
Соль турский по-прежнему оставался денежно-счётной единицей. В конце XVII—начале XVIII века выпускали серебряные монеты, кратные солю (2 соля, 4 соля, 5 солей, 10 солей, 15 солей, 30 солей). Их чеканили из серебра 833-й пробы, как и серебряный франк (в это время всю серию экю чеканили из серебра 917-й пробы). Номинал монет отображали на реверсе (например, XXX sols, ХХ s).
Монету в 1 соль в XVIII веке и двойной соль стали снова выпускать из биллона (серебра 208-й пробы). Монета соль весила около 1,1 г, двойной соль — около 2,2 г.
В 1719 году был выпущен первый медный соль (= 12 денье) — монета весила около 12,2 г. Вплоть до Великой Французской революции, кроме соля, выпускали также медные монеты пол-соля (= 6 денье весом 6,1 г) и лиард (= 3 денье).
В XVIII веке название соль трансформировалось в су (sou). Монета в 1 и 2 су чеканились из колокольной бронзы. Королевская Франция после принятия Конституции продолжала чеканить монеты, кратные солю, но теперь на них стали обозначать номиналы в су.

## Денежная единица Перу
Под влиянием французской монетной системы в Перу в 1863 году была выпущена серебряная монета — серебряный соль (исп. Sol de plata). 1 соль делился на 100 сентаво и соответствовал французской серебряной монете достоинством в 5 франков. Золотой соль (Sol de oro) соответствовал 5 золотым франкам и делился на 10 реалов.
С 1901 года соль составлял 1/10 перуанской либры. Выпускались золотые монеты достоинством 1,5 либры, серебряные — 1,5 соля и никелево-бронзовые — 20, 10 и 5 сентаво. В 1930 году соль был принят в качестве основной денежной единицы Перу вместо либры.